# Atypus sacculatus
Atypus sacculatus är en spindelart som beskrevs av Zhu et al. 2006. Atypus sacculatus ingår i släktet Atypus och familjen pungnätsspindlar. Inga underarter finns listade.